# Турция на зимних Олимпийских играх 2018
Турция на зимних Олимпийских играх 2018 года была представлена как минимум 8 спортсменами в 2 видах спорта.

## Состав сборной
Горнолыжный спорт
1. Сердар Дениз
2. Озлем Чарыкчыоглу

 Лыжные гонки
1. Омер Айчичек
2. Хамза Дурсун
3. Айшенур Думан

 Прыжки на лыжах с трамплина
1. Фатих Арда Ипджиоглу

 Фигурное катание
1. Альпер Учар
2. Алиса Агафонова

## Результаты соревнований

### Коньковые виды спорта

#### Фигурное катание
Большинство олимпийских лицензий на Игры 2018 года были распределены по результатам выступления спортсменов в рамках чемпионата мира 2017 года. По его итогам сборная Турции смогла завоевать одну лицензию в танцах на льду, что стало возможным благодаря 17-му месту Алисы Агафоновой и Альпера Учара.
| Соревнование  | Спортсмены                  | Короткая программа | Короткая программа | Произвольная программа | Произвольная программа | Всего        | Всего |
| Соревнование  | Спортсмены                  | Сумма баллов       | Место              | Сумма баллов           | Место                  | Сумма баллов | Место |
| ------------- | --------------------------- | ------------------ | ------------------ | ---------------------- | ---------------------- | ------------ | ----- |
| танцы на льду | Алиса Агафонова Альпер Учар | 59,42              | 20 Q               | 87,76                  | 18                     | 147,18       | 19    |

### Лыжные виды спорта

#### Горнолыжный спорт
Квалификация спортсменов для участия в Олимпийских играх осуществлялась на основании специального квалификационного рейтинга FIS по состоянию на 21 января 2018 года. При этом НОК для участия в Олимпийских играх мог выбрать только того спортсмена, который вошёл в топ-500 олимпийского рейтинга в своей дисциплине, и при этом имел определённое количество очков, согласно квалификационной таблице. Страны, не имеющие участников в числе 500 сильнейших спортсменов, могли претендовать только на квоты категории «B» в технических дисциплинах. По итогам квалификационного отбора сборная Турции завоевала 2 олимпийские лицензии категории «B».
Мужчины
| Соревнование      | Спортсмены   | Скоростной спуск/ 1 спуск | Скоростной спуск/ 1 спуск | Слалом/ 2 спуск      | Слалом/ 2 спуск      | Всего                | Место                | Отставание           |
| Соревнование      | Спортсмены   | Время                     | Место                     | Время                | Место                | Всего                | Место                | Отставание           |
| ----------------- | ------------ | ------------------------- | ------------------------- | -------------------- | -------------------- | -------------------- | -------------------- | -------------------- |
| слалом            | Сердар Дениз | DNF                       | DNF                       | завершил выступление | завершил выступление | завершил выступление | завершил выступление | завершил выступление |
| гигантский слалом | Сердар Дениз | 1:23,45                   | 77                        | 1:20,78              | 65                   | 2:44,23              | 67                   | +26,19               |

Женщины
| Соревнование      | Спортсмены        | Скоростной спуск/ 1 спуск | Скоростной спуск/ 1 спуск | Слалом/ 2 спуск       | Слалом/ 2 спуск       | Всего                 | Место                 | Отставание            |
| Соревнование      | Спортсмены        | Время                     | Место                     | Время                 | Место                 | Всего                 | Место                 | Отставание            |
| ----------------- | ----------------- | ------------------------- | ------------------------- | --------------------- | --------------------- | --------------------- | --------------------- | --------------------- |
| слалом            | Озлем Чарыкчыоглу | DNF                       | DNF                       | завершила выступление | завершила выступление | завершила выступление | завершила выступление | завершила выступление |
| гигантский слалом | Озлем Чарыкчыоглу | 1:27,71                   | 64                        | 1:25,29               | 57                    | 2:53,00               | 57                    | +32,98                |

#### Лыжные гонки
Квалификация спортсменов для участия в Олимпийских играх осуществлялась на основании специального квалификационного рейтинга FIS по состоянию на 21 января 2018 года. Для получения олимпийской лицензии категории «A» спортсменам необходимо было набрать максимум 100 очков в дистанционном рейтинге FIS. При этом каждый НОК может заявить на Игры 1 мужчину и 1 женщины, если они выполнили квалификационный критерий «B», по которому они смогут принять участие в спринте и гонках на 10 км для женщин или 15 км для мужчин. По итогам квалификационного отбора сборная Турции завоевала 2 олимпийские лицензии категории «A» у мужчин и ещё одну категории «B» у женщин.
Мужчины
Дистанционные гонки
| Соревнование           | Спортсмены   | Результат | Место | Отставание |
| ---------------------- | ------------ | --------- | ----- | ---------- |
| 15 км свободным стилем | Хамза Дурсун | 40:05,3   | 92    | +6:21,4    |
| 15 км свободным стилем | Омер Айчичек | 40:28,7   | 93    | +6:44,8    |

Спринт
| Соревнование     | Спортсмены                | Квалификация  | Квалификация  | Четвертьфинал        | Четвертьфинал        | Четвертьфинал        | Полуфинал            | Полуфинал            | Полуфинал            | Финал                 | Финал                 | Итоговое место |
| Соревнование     | Спортсмены                | Результат     | Место         | Заезд                | Результат            | Место                | Заезд                | Результат            | Место                | Результат             | Место                 | Итоговое место |
| ---------------- | ------------------------- | ------------- | ------------- | -------------------- | -------------------- | -------------------- | -------------------- | -------------------- | -------------------- | --------------------- | --------------------- | -------------- |
| спринт           | Хамза Дурсун              | 3:36,53       | 71            | завершил выступление | завершил выступление | завершил выступление | завершил выступление | завершил выступление | завершил выступление | завершил выступление  | завершил выступление  | 71             |
| спринт           | Омер Айчичек              | 3:57,91       | 77            | завершил выступление | завершил выступление | завершил выступление | завершил выступление | завершил выступление | завершил выступление | завершил выступление  | завершил выступление  | 77             |
| командный спринт | Омер Айчичек Хамза Дурсун | не проводится | не проводится | не проводится        | не проводится        | не проводится        | 2                    | 18:45,78             | 14                   | завершили выступление | завершили выступление | 28             |

Женщины
Дистанционные гонки
| Соревнование           | Спортсмены    | Результат | Место | Отставание |
| ---------------------- | ------------- | --------- | ----- | ---------- |
| 10 км свободным стилем | Айшенур Думан | 33:06,4   | 86    | +8:05,9    |

#### Прыжки на лыжах с трамплина
Квалификация спортсменов для участия в Олимпийских играх осуществлялась на основании специального квалификационного рейтинга FIS по состоянию на 21 января 2018 года. По итогам квалификационного отбора сборная Турции завоевала одну олимпийскую лицензию в мужских соревнованиях.
Мужчины
| Соревнование        | Спортсмены           | Квалификация | Квалификация | Финал                | Финал                | Финал                | Финал                | Финал                | Финал                | Итоговое место |
| Соревнование        | Спортсмены           | Результат    | Место        | 1 прыжок             | 1 прыжок             | 2 прыжок             | 2 прыжок             | Всего                | Место                | Итоговое место |
| Соревнование        | Спортсмены           | Результат    | Место        | Результат            | Место                | Результат            | Место                | Всего                | Место                | Итоговое место |
| ------------------- | -------------------- | ------------ | ------------ | -------------------- | -------------------- | -------------------- | -------------------- | -------------------- | -------------------- | -------------- |
| нормальный трамплин | Фатих Арда Ипджиоглу | 68,2         | 57           | завершил выступление | завершил выступление | завершил выступление | завершил выступление | завершил выступление | завершил выступление | 57             |
| большой трамплин    | Фатих Арда Ипджиоглу | 36,4         | 56           | завершил выступление | завершил выступление | завершил выступление | завершил выступление | завершил выступление | завершил выступление | 56             |